# Хеньи, Льюис Джордж
Льюис Джордж Хеньи (Хини) (англ. Louis George Henyey; 1910—1970) — американский астроном.
Член Национальной академии наук США (1968).

## Биография
Родился в Пенсильвании в семье эмигрантов из Венгрии. В 1933 году окончил Кейзовскую школу прикладных наук в Кливленде, продолжал образование в Йеркской обсерватории, где продолжал работать с 1937 по 1947 годы. В 1940—1941 году стажировался в Колумбийском университете под руководством Х. Бете. С 1947 года работал в Калифорнийском университете в Беркли (с 1954 — профессор, в 1959—1964 — заведующий кафедрой и директор Лейшнеровской обсерватории этого университета).
В 1964—1966 году был президентом Тихоокеанского астрономического общества.
Основные труды в области внутреннего строения и эволюции звезд. Разработанные им вычислительные методы нашли широкое применение и сыграли большую роль в развитии исследований в этой области. В частности, выполнил расчеты ранних этапов эволюции звезд на стадии гравитационного сжатия. Вначале занимался изучением межзвездной среды, отражательных туманностей, диффузного межзвездного излучения, затем разрабатывал теорию переноса излучения. Рассмотрел некоторые теоретические аспекты образования спектральных линий в газовых туманностях и в атмосферах звезд. Ввел широко используемую в настоящее время в теории переноса модельную индикатрису рассеяния (индикатриса Хеньи — Гринстейна). Занимался конструированием оптических инструментов. Совместно с Д.Гринстейном создал светосильную широкоугольную камеру для астрофотографии, получившую название камеры Хеньи — Гринстейна.
В 1934 женился на Элизабет Роуз Белак. В браке у них было трое детей — Томас Луи, Фрэнсис Стивен и Элизабет Мэри-Роз.
В его честь назван кратер на Луне и астероид № 1365.